# Feodoszija Fjodorovna orosz nagyhercegnő
Feodoszija Fjodorovna (1592. május 29./június 8. – 1594. január 25./február 4.), neve a görög eredetű Teodózia (Θεοδοσία 'Theodoszia') orosz megfelelője, oroszul: Феодосия Фёдоровна, orosz és moszkvai nagyhercegnő, prezumptív (feltételezett) trónörökösnő. IV. (Rettegett) Iván orosz cár unokája és Borisz Godunov későbbi orosz cár unokahúga. A Rurik-dinasztia moszkvai ágának a tagja.

## Élete
Apja I. Fjodor orosz cár, édesanyja Irina Fjodorovna Godunova, Borisz Godunov orosz cár húga.
1580-ban Irina Godunova feleségül ment Fjodor Ivanovics orosz nagyherceghez, aki 1582-ben a bátyja, Iván Ivanovics nagyherceg halála után lépett elő trónörökössé. IV. (Rettegett) Iván gyilkolta meg a saját fiát egy családi vita hevében. I. Fjodor rettegett Iván halála (1584) után lett orosz cár. Az uralkodópár házassága sokáig gyermektelen maradt, amiért a korban általánosan a feleséget, azaz Irina cárnét tették felelőssé. Főleg akkor vált égető kérdéssé a trónöröklés kérdése, amikor rejtélyes körülmények között meghalt I. Fjodor nyolcéves öccse, Dmitrij cárevics 1591. május 25 (május 15)-én.
Irina cárnéra elég nagy nyomás nehezedett ekkor, hiszen a Rurik-dinasztia moszkvai ágának a sorsa függött a cárné termékenységén, ugyanis ha férje gyermek hátrahagyása nélkül halna meg, az uralkodóház feje, valamint a trón várható örököse ezáltal a sujszkiji ágból származó (IV.) Vaszilij, Sujszkij hercege lenne.
A cárné végül Dmitrij halálát követően megfogant, és a következő évben világra hozta a Rurik-ház új reménységét, és bár a várva-várt fiú helyett lány született, de így is nagy öröm volt a nagyhercegnő születése. Feodoszija 1592. június 8. (május 29)-én született meg, és a keresztségben a görög eredetű Teodózia orosz megfelelőjét kapta a keresztneveként, amelynek a jelentése Isten ajándéka, de ami az apai név, a Fjodor (Theodórosz) női változatainak egyike is egyben, hiszen a születését valóban Isten jótéteményének és az isteni gondviselésnek tulajdonították.
Az utódlást azonban csak rövid ideig sikerült megoldani, mert a cárevna 1594. február 4 (január 25)-én elhunyt. Irina több gyermeket nem szült, így amikor I. Fjodor cár 1598. január 17 (január 7)-én meghalt, a trónöröklést rendezetlenül hagyta.
Földi maradványait a moszkvai Kreml Voznyeszenszkij- (Mennybemenetel-) kolostorában temették el 1594-ben, majd azokat a bolsevikok az Arhangelszkij-székesegyházba szállították többek között az édesanyja, Irina cárné csontjaival együtt 1929-ben.
Elsőfokú unokatestvérei voltak: Kszenyija Boriszovna Godunova (1582–1622) nagyhercegnő és Fjodor Boriszovics Godunov (1589–1605), a leendő II. Fjodor cár.

## Családfa
| IV. Iván orosz cár * 1530. VIII. 25. † 1584. III. 18. | IV. Iván orosz cár * 1530. VIII. 25. † 1584. III. 18. |                                                  |                                                  | Anasztaszija Romanovna Zaharina * 1523 † 1560. VIII. 7. | Anasztaszija Romanovna Zaharina * 1523 † 1560. VIII. 7. |  |  | Fjodor Ivanovics Godunov * ? † 1568/70 | Fjodor Ivanovics Godunov * ? † 1568/70 |                                                        |                                                        | Sztyepanida Ivanovna N. | Sztyepanida Ivanovna N. |
|                                                       |                                                       |                                                  |                                                  |                                                         |                                                         |  |  |                                        |                                        |                                                        |                                                        |                         |                         |
|                                                       |                                                       |                                                  |                                                  |                                                         |                                                         |  |  |                                        |                                        |                                                        |                                                        |                         |                         |
|                                                       |                                                       | I. Fjodor orosz cár * 1557. V. 31. † 1598. I. 7. | I. Fjodor orosz cár * 1557. V. 31. † 1598. I. 7. |                                                         |                                                         |  |  |                                        |                                        | Irina Fjodorovna Godunova * 1557 † 1603. X. 29./XI. 8. | Irina Fjodorovna Godunova * 1557 † 1603. X. 29./XI. 8. |                         |                         |
|                                                       |                                                       |                                                  |                                                  |                                                         |                                                         |  |  |                                        |                                        |                                                        |                                                        |                         |                         |
|                                                       |                                                       |                                                  |                                                  |                                                         |                                                         |  |  |                                        |                                        |                                                        |                                                        |                         |                         |
|                                                       |                                                       |                                                  |                                                  |                                                         |                                                         |  |  |                                        |                                        |                                                        |                                                        |                         |                         |

|  |  |  |  | Feodoszija * 1592. V. 29./VI. 8. † 1594. I. 25./II. 4. |